# آنالوگ پورین
آنالوگ‌های پورین آنتی‌متابولیت‌هایی هستند که ساختار پورین‌های متابولیک را تقلید می‌کنند.

## مثال‌ها
- آنالوگ‌های باز نوکلئوتیدی
  - تیوپورین‌هایی مانند تیوگوانین برای درمان لوسمی‌های حاد و بهبودی در لوسمی‌های گرانولوسیتی حاد استفاده می‌شود.
    - آزاتیوپرین اصلی‌ترین ماده سیتوتوکسیک سرکوب‌کننده سیستم ایمنی است. پیش دارویی که به‌طور گسترده در پیوند اعضا برای کنترل واکنش‌های پس‌زدن استفاده می‌شود. این دارو به‌طور غیر آنزیمی به مرکاپتوپورین، یک آنالوگ پورین که سنتز DNA را مهار می‌کند، را تفکیک می‌کند. با جلوگیری از گسترش کلونال لنفوسیت‌ها در مرحله القای پاسخ ایمنی، هم بر ایمنی سلولی و هم بر ایمنی هومورال تأثیر می‌گذارد. همچنین با موفقیت خودایمنی را سرکوب می‌کند.
    - مرکاپتوپورین
    - تیوگوانین
- آنالوگ‌های نوکلئوزیدی
  - کلوفارابین
  - پنتوستاتین و کلادریبین آنالوگ‌های آدنوزین هستند که عمدتاً برای درمان لوسمی سلول مویی استفاده می‌شوند.
- آنالوگ‌های نوکلئوتیدی
  - فلودارابین چندین DNA پلیمراز، DNA پریماز، و DNA لیگاز را مهار می‌کند و به فاز S اختصاص دارد (زیرا این آنزیم‌ها در طول همانندسازی DNA بسیار فعال هستند).

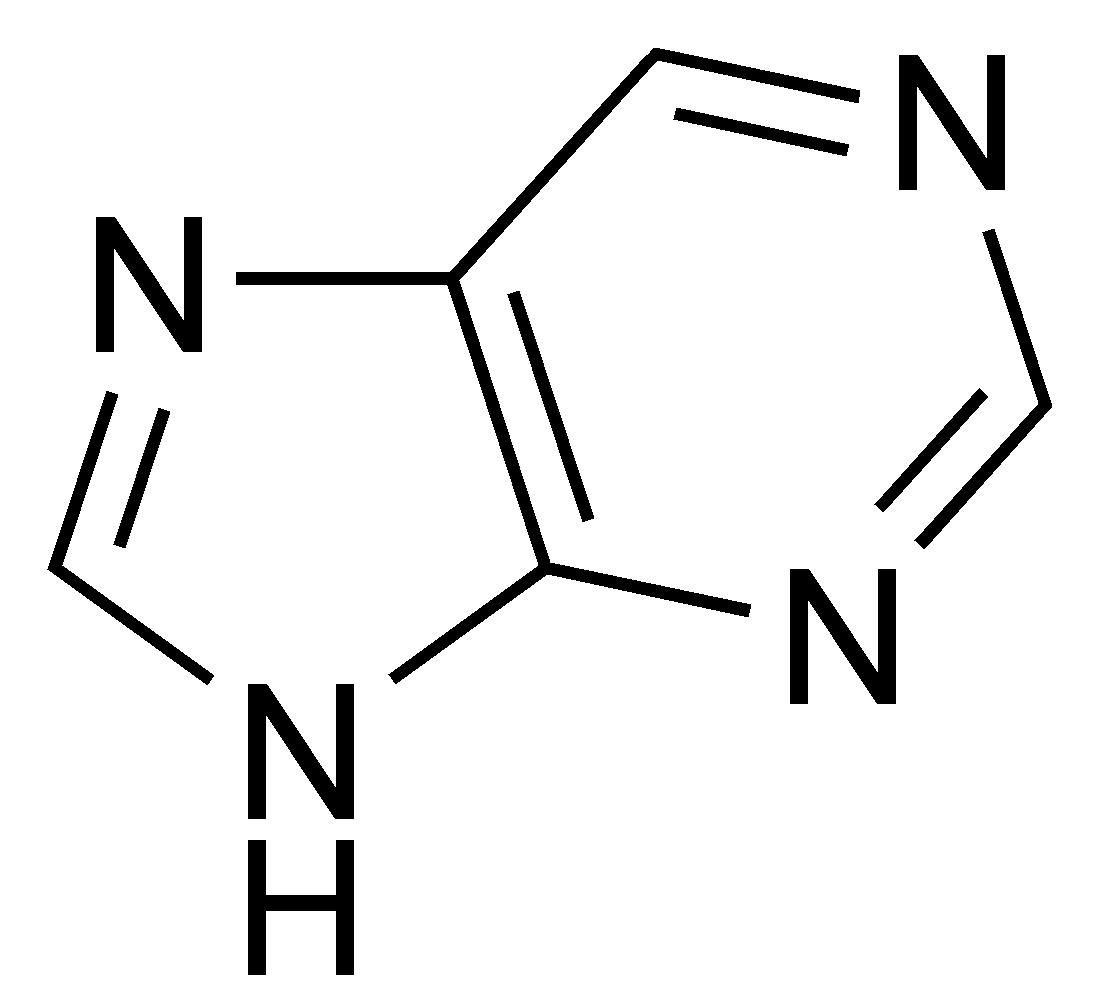
پورین
مرکاپتوپورین
تیوگوانین
فلودارابین

## مصارف پزشکی
آنتی متابولیت‌های پورین معمولاً برای درمان سرطان با تداخل در همانندسازی DNA استفاده می‌شوند.